# Андриенко, Александр Александрович (горнолыжник)
Александр Александрович Андриенко (род. 8 мая 1990 года) — российский горнолыжник, чемпион России 2017 года в гигантском слаломе, чемпион России 2022 года в слаломе-гиганте и скоростном спуске и шестикратный призёр чемпионатов России в слаломе, гигантском слаломе, супергиганте и комбинации, бронзовый призёр Универсиады 2017 года в командном первенстве, Мастер спорта России международного класса (2016).

## Биография
Родился 8 мая 1990 года в городе Мыски Кемеровской области. С детства занимался горнолыжным спортом. Первый тренер — Илья Геннадьевич Полуаршинов.
Окончил Московский государственный открытый университет имени В. С. Черномырдина.
Чемпион России  2017 года в гигантском слаломе. Победитель нескольких международных соревнований.
В январе 2018 года было объявлено, что Андриенко выступит на Олимпийских играх в Пхёнчхане, где также будет единственным представителем Калужской области после дисквалификации конькобежки Анны Юраковой. Позднее тренерский штаб сборной России объявил, что из-за травмы Александр вынужден сняться с соревнований и в Корее не выступит.
В Кубке мира Андриенко 13 раз попадал в 30-ку лучших и набирал очки. Лучшее достижение — 15-е место в гигантском слаломе в Альта-Бадии 17 декабря 2017 года.
Живёт в Калуге.

## Попадания в 30-ку лучших на этапах Кубка мира (13)
| №  | Сезон   | Дата        | Место проведения         | Дисциплина                     | Место | Отчёт |
| -- | ------- | ----------- | ------------------------ | ------------------------------ | ----- | ----- |
| 1  | 2014/15 | 1 мар 2015  | Гармиш-Партенкирхен      | Гигантский слалом              | 30    |       |
| 2  | 2016/17 | 29 янв 2017 | Гармиш-Партенкирхен      | Гигантский слалом              | 16    |       |
| 3  | 2017/18 | 17 дек 2017 | Альта-Бадия              | Гигантский слалом              | 15    |       |
| 4  | 2017/18 | 18 дек 2017 | Альта-Бадия              | Параллельный гигантский слалом | 30    |       |
| 5  | 2017/18 | 6 янв 2018  | Адельбоден               | Гигантский слалом              | 24    |       |
| 6  | 2018/19 | 22 фев 2019 | Банско                   | Комбинация                     | 30    |       |
| 7  | 2019/20 | 11 янв 2020 | Адельбоден               | Гигантский слалом              | 25    |       |
| 8  | 2020/21 | 5 дек 2020  | Санта-Катерина-Вальфурва | Гигантский слалом              | 28    |       |
| 9  | 2020/21 | 20 дек 2020 | Альта-Бадия              | Гигантский слалом              | 23    |       |
| 10 | 2020/21 | 8 янв 2021  | Адельбоден               | Гигантский слалом              | 20    |       |
| 11 | 2020/21 | 28 фев 2021 | Банско                   | Гигантский слалом              | 29    |       |
| 12 | 2021/22 | 19 дек 2021 | Альта-Бадия              | Гигантский слалом              | 24    |       |
| 13 | 2021/22 | 20 дек 2021 | Альта-Бадия              | Гигантский слалом              | 29    |       |